# Hede
En hede er et stykke menneskeskabt natur. Den opstod på steder, hvor udpining, afbrænding, skrælning af tørv og afgræsning standsede successionen tilbage mod blandet løvskov. Heder hører til blandt de lysåbne landskaber, der er stærkt truede på grund af opdyrkning og ammoniumholdig nedbør, og fordi de "springer i skov", hvis man ikke forhindrer det.

## Hedelandskabet
De fleste danske heder er dannet ved menneskers virke i løbet af bondestenalder, bronzealder, jernalder og middelalder. Heden bredte sig særlig hurtigt fra omkring år 1600 frem til år 1800. Først omkring år 1830 begyndte heden at gå tilbage i stor hast.
Hede opstår, når en række betingelser er opfyldt:
- tilbagevendende afgræsning
- afbrænding ved svedjebrug
- skrælning af "hedetørv"
- udpint jord (især mangel på kvælstof)
- sur jord (lav pH)
- stort nedbørsoverskud
- intet fødegrundlag for stor regnorm

Når disse forhold opstår, vil der ske en indvandring af dværgbuske, specielt hedelyng (Calluna vulgaris), men også en hel række af følgeplanter, som næsten altid ses sammen med den. Tidligere opfattede man hederne som ren natur, og det var baggrunden for, at man mente, at det var nok at frede områderne. Tiden har vist, at fredning øjeblikkeligt sætter gang i successionen hen mod skov. Hede kan måske netop beskrives som et kunstigt fastholdt successionstrin på vej fra nøgen, udpint jord til løvskov.
Heden som vegetation er med andre ord stærkt afhængig af, at vilkårene i jordbund og lysmængde bliver fastholdt. Man formoder, at vegetationstypen er udviklet som svar på de økologiske nicher, der opstår, når den hvide klit er blevet stabil, og den grå klit opstår. Hedevegetationen er let at finde i den grå klit, hvor den optræder i mosaik mellem andre vegetationstyper.

## § 3-naturtype
Heder er i Danmark som udgangspunkt beskyttet af Naturbeskyttelseslovens §3, en såkaldt § 3-naturtype. I 2016 var der 84.789 hektar § 3-beskyttet hede i Danmark, hvoraf 22% ligger i et Natura 2000-område.

## Vegetationeni en dansk hede

### Træarter
- Almindelig Røn
- Bævre-Asp
- Skovfyr
- Vorte-Birk

### Buske
- Almindelig Blåbær
- Almindelig Ene
- Almindelig Gyvel
- Almindelig Revling eller Sortebær
- Hedelyng
- Hede-Melbærris
- Krybende Pil
- Tyttebær

### Græsser (og græslignende)
- Blåtop
- Bølget bunke
- Katteskæg
- Sand-Star

### Stauder
- Almindelig Gyldenris
- Djævelsbid
- Gul Snerre eller Frejas Sengehalm
- Prikbladet Perikon
- Volverlej eller Arnika

## Svampeflora

### Svampe (her:laver)
- Almindelig Kvistlav
- Brungul Bægerlav
- Hede-Rensdyrlav
- Lakrød Bægerlav
- Mild Rensdyrlav
- Skarlagenrød Bægerlav

## Hedens fauna

### Sommerfugle på heden
- Almindelig blåfugl
- Argusblåfugl
- Brun pletvinge
- Dukatsommerfugl
- Ensianblåfugl
- Gråbåndet bredpande
- Hedepletvinge
- Klitperlemorsommerfugl
- Lille ildfugl
- Markperlemorsommerfugl
- Okkergul pletvinge
- Sandrandøje
- Skovblåfugl
- Sortplettet blåfugl

### Fugle på heden
- Hjejle
- Rødrygget Tornskade
- Tinksmed
- Urfugl
- Vendehals

### Dyr på heden
- Snog

- Hugorm
- Hjorte
- Grævling
- Ræv
- Hare
- Mus

## Menneskers brug af heden
Hederne opstod i et rullende forløb. Det skete først på den lette sandjord, senere på den lette lerjord og senest på den tunge lerjord. I begyndelsen af 1800-tallet var der heder overalt i Danmark, og selv om de var mest udbredt i Vestjylland, så fandtes de også både i Østjylland og på Øerne. Når udviklingen gik sådan, så skyldes det to forhold: dels at heden fulgte i hælene på en langsom udpining af jordene, og dels at man gik over til at dyrke hederne som hede, når de først var opstået.
De første heder ser ud til at være dannet samtidigt med landbruget, og det tog rigtig fart i begyndelsen af jernalderen, dvs. de sidste århundreder inden vor tidsregnings begyndelse. Udviklingen blev nemlig hjulpet på vej af en klimaændring fra næsten kontinentale til meget udpræget atlantiske vejrforhold. Den øgede mængde regn bidrog til udvaskningen og forhindrede en fuldstændig omsætning af det organiske stof, med det resultat at neutral muld blev til sur morr, hvad der satte yderligere gang i udvaskningen.
Da først hederne var opstået, valgte befolkningen at udnytte dem på bedste måde, og det lykkedes at skabe en levevej ved at være hedebonde. Man ophørte med at dyrke korn og satsede i stedet på kvægavl, især studeopdræt, da det ikke blev beskattet så hårdt som kornavlen. Dels solgte man udsæd, da de små velgødede marker var nemmere at holde rene for tidsler. Desuden lavede man en kompost ved at blande møget fra staldene med hedetørven, og ved dens hjælp kunne de små arealer omkring gårdene alligevel dyrkes med korn. For at holde dyrene med frisk græsning, blev hederne brændt af med jævne mellemrum, og for at skaffe vinterfoder blev lyngen høstet og tørret.
På den måde blev hederne fastholdt på det succesionsstrin, de var nået til. Virkningen af vejret og tidligere tiders udpining blev fastholdt ved afbrænding, slåning, skrælning af tørv og kondensering af mineraler i møget på gårdenes nærmeste jorde. Til sidst lagde krig og pest hedelandskabet øde.
Først blev der indforskrevet tyske bønder, som fik det nedsættende tilnavn "kartoffeltyskere", fordi de valgte at dyrke kartofler i stedet for korn. Da det ikke gav den ønskede fremdrift, satte man driftige entreprenører og ingeniører i spidsen for en bevægelse ("Hvad udad tabes, skal indad vindes"). I 1866 dannedes Det danske Hedeselskab med Enrico Dalgas som leder. På den måde lykkedes det at standse udnyttelsen af heden som hede, og i stedet forvandle den til agerland. Det gav Dalgas tilnavnet "Hedens opdyrker".

## Historier fra heden
Hede var i fortiden uopdyrkede områder uden skov. Næsten alle fortidens heder er opdyrket, på nær nogle få på særlig dårlig jord. H.C. Andersen skrev: "...om føje år / heden som en kornmark står." Oprindeligt var der en million hektar hede, medregnet hertugdømmerne. På Valdemar Atterdags tid hærgede den sorte død langs den gamle hærvej fra Viborg til Slesvig. I 1659 var Jylland allerede hærget af svenskekrigene. Så brød en epidemi af plettyfus ud, medbragt af polske lejesoldater hyret af Frederik 3. i kampen mod svenskerne. På Skudstrup mark alene, udenfor Skodborg i Sønderjylland, havde mere end 5.000 polske lejesoldater slået lejr. I trekanten mellem Haderslev, Ribe og Kolding bredte smitten sig eksplosivt og efterlod en stribe af øde gårde og døde i et større omfang end antal faldne i svenskekrigen. Efter pestens og krigens hærgen stod gårde og husmandssteder øde, og heden bredte sig i de følgende år. Dermed kom der ingen skatter eller afgifter ind, men til sidst meldte kaptajn von Kahlen sig til at opdyrke heden, og fik sig i 1755 tildelt et område i Fjends Herred. Efter otte år gav han op; men egnen omkring Kongenshus er stadig præget af tyske familienavne fra den første hedekolonisation i von Kahlens regi. Kartoffeltyskere blev de kaldt, og indførte dyrkning af kartofler, hvidkål, rødkål, grønkål, gulerødder, ærter, hør og hirse, der tidligere havde været så godt som ukendte.
Da von Kahlen havde forladt egnen, sprang den igen i lyng. Stedet blev købt af en dansk storkøbmand i Hamburg, Hans Dall, der købte flere arealer op og slog den sammen under det nuværende Kongehus. Der blev der åbnet en rensdyrpark, der blev passet af en samisk familie - samen Nordfjæld og hans kone Sara. Turisterne strømmede til, og renparken holdt åbent i ca ti år. Jeppe Aakjær omtalte Dall og hans kompagnon Johannes Bech i satiriske ordelag i en artikel om Kongenshus i Skive Folkeblad i 1923 (gengivet i Aakjærs bog Fra Aagermuld og Hedesand, 1930) med en beskrivelse af "renlejren". Også Nordfjæld og hans hustru Sara blev udskældt af Aakjær, med racistiske undertoner. Nordfjeld omtales som "den lille Findjævel". Johs. Beck tog til modmæle i skriftet Sandheden om Renavlen (1926), hvor han forsvarede projektet.
Først med Hedeselskabets stiftelse i 1866 med Enrico Mylius Dalgas i spidsen kom der fart i hedens opdyrkning. Snart besluttede man at frede en del af hedelandskabet. Den mest omtalte fredning var dansk-amerkaneres opkøb af Rebild Bakker, hvor de 70 hektar symboliserer den hede, danske udvandrere forlod for det fremmede, mens Kongenshus mindepark - udpeget som EU-habitatområde - skal minde om dem, der blev tilbage.